# 内臓幼虫移行症
内臓幼虫移行症(英: visceral larva migrans)とはNeoascaris vitulorumや犬回虫(Toxocara canis)のような線虫の幼虫移行による子供の疾病。
それらの線虫はヒトの体内では成熟し、落ち着いて生息することができないため、体内を迷走し、心臓（心筋炎を引き起こす）や中枢神経系（発作を引き起こす）に侵入する。線虫は眼に侵入することもあり、その場合は眼幼虫移行症と呼ばれ、網膜芽細胞腫と誤診されることがある。